# Hoher Dachstein
Pour les articles homonymes, voir Dachstein (homonymie).
Le Hoher Dachstein ou Haut Dachstein est un sommet des Alpes, à 2 995 m d'altitude, point culminant du massif du Dachstein, en Autriche (limite entre la Haute-Autriche et la Styrie).
Ce sommet est par la même occasion le point culminant de ces deux länder, ainsi que le second plus élevé des Préalpes orientales septentrionales.